# Konsenzus

Vývojový diagram rozhodování založeného na konsensu

Konsenzus, konsensus, konsenz či konsens (lat. consensus, souhlas) znamená shodu mínění jistého společenství, zejména spontánní a živelný souhlas, obecně jakýkoliv vzájemný souhlas. V právu se za konsenzuální považují takové smlouvy, k jejichž platnosti stačí projev souhlasné vůle stran, v protikladu k reálným smlouvám, které jsou uzavřeny až faktickým plněním (např. předáním věci). Alternativou ke konsenzuálnímu rozhodování je buď rozhodování autoritativní nebo hlasování.[zdroj⁠?!] Na rozdíl od hlasování a vlády většiny konsensus není výsledek pouze racionální, ale také emocionální. Je složité k němu dojít, jelikož je založen na dobrovolném přístupu a předchází mu diskuse, spory a kompromisy.
Konsensus vzniká na základě vzájemného souhlasu členů skupiny, či mezi skupinami. „Absence konsensu“ znamená nesouhlas. Konsensus připouští souhlas většiny, ale také přítomnost a vyjádření nesouhlasu ze strany menšiny, jež se toleruje. Díky tomu se menšina, která nesouhlasí, nemusí cítit jako vyhoštěná a utlačovaná, a tak je možné dospět souhlasu, tedy konsensu. Konsensuální rozhodnutí nemusí nutně znamenat aktivní souhlas všech zúčastněných, ale spíše přijetí rozhodnutí neodporovat. Na tomto typu rozhodování byly postaveny základní pilíře řecké demokracie.
Konsensu je často přikládán velký význam, neboť je vnímán jakožto zakladatel sociálního společenství, které je opakem sociálního konfliktu, tak, jak ho popisuje Hobbes ve svém širokém pojetí existence společnosti, hovoříme-li o prostředí kde jsou si lidé rovni z hlediska práv, svobody myšlení a vlastního názoru. Významnými autory, kteří se zabývali tématy konsensu, byli Émile Durkheim a Talcott Parsons.

## Pravopis
Slovník spisovné češtiny pro školu a veřejnost uvádí ve slovníkové části jako jediný správný tvar konsenzus, stejně jako Akademická pravidla českého pravopisu z roku 1993, 1. bod Pilipova dodatku však připustil také psaní se s, přičemž podoba se z se považuje za základní a stylově neutrální. Nový akademický slovník cizích slov uvádí jen variantu konsensus, Český etymologický slovník Jiřího Rejzka uvádí formu konsens(us), tedy konsens a konsensus. Latinské slovo consensus (souhlas, jednomyslnost) je přičestím trpným od slovesa consentire (souhlasit, shodovat se), a to je odvozeno předponou con (s-, se-, sou-) od slovesa sentire (vnímat smysly, cítit, pociťovat, pozorovat) a příbuzné se slovem sensus (počitek, čití, vjem, vnímání, cit, smysl pro něco, smysl něčeho). V češtině souvisí se zdomácnělými slovy nonsens (nesmysl), sentence (výrok, úsudek) či senzace (původně výraz pro silné citové vnímání).
Chybný je tvar koncensus, neboť slovo etymologicky nesouvisí se slovy census (odhad jmění římského občanstva, soupis obyvatel), cenzura či recenze.

## Dvojí pojetí pojmu konsensus
Konsensus lze chápat dvojím způsobem:
1. Jako uspořádání zvyků, smýšlení a sociálních postojů.
2. Jako kooperativní řešení konfliktů, shoda, k níž se dospěje mezi dvěma přibližně stejnými silami.

Zatímco první definice nabízí mnoho výkladů a zahrnuje široké spektrum procesů ve společnosti, druhá se zaměřuje na přesnější popis a úzký výklad (pozitivismus).

## Fungování konsensu v praxi
Aby mohlo ve skupině dojít ke konsensu, musí mít všichni možnost projevit své námitky proti rozhodnutí. To zároveň neznamená jednoznačnou spokojenost zúčastněných s rozhodnutím: spokojenost a souhlas nejsou pouze známkou chybějícího opozičního názoru, nýbrž druhem rozdílných psychických kvalit. Každý jedinec může najednou přijmout a odmítnout různé alternativní možnosti a tím pádem mít pocity rozpolcenosti. Z nepatrného nebo neexistujícího odporu v otázce eventuálního souhlasu (nebo naopak nesouhlasu) není možné dělat závěry.
V rozhodnutích postavených na principu konsensu jsou tedy účastníci zpravidla rozděleni do následujících skupin:
1. Člen stojí za rozhodnutím a plně je podporuje
2. Člen stojí za rozhodnutím, ale zároveň vyjadřuje své obavy
3. Člen se zdrží hlasování, výsledné rozhodnutí ale přijme za své a řídí se jím
4. Člen nepodpoří rozhodnutí a naopak vyjádří vážné námitky, neruší však rozhodovací schopnost skupiny
5. Člen stojí stranou – rozhodnutí nechce podpořit ani odmítnout a nechá to na jiných
6. Člen vznese formální námitku proti rozhodnutí, takže ve skupině nevznikl konsensus.

Míru upřímného rozhodnutí jednotlivých členů dané skupiny lze zvenčí hodnotit jen nedostatečně. Nedostatek upřímnosti je plně slučitelný se základním konceptem konsensu. Pokud lze mezi jednotlivými účastníky předpokládat upřímné jednání, dochází ke shodě, které lze rovněž konsensem dosáhnout. Nevýhodou je, že hledání této shody je většinou zdlouhavé

## Teorie konsensuální versus konfliktní
V sociologii se vytvořily dvě základní teorie fungování společnosti. Teorie konsensuální vychází z předpokladu, že společnost dodržuje nepsaná pravidla, její jednotliví členové mezi sebou kooperují a maximalizují tak své výhody. Proti tomu stojí teorie konfliktu, která má za to, že jakákoliv forma soužití vyhovuje vždy jen části společnosti.

### Teorie konsensuální
Teorie konsensu vychází z práce Augusta Comta, který za jeden z úkolů sociologie považoval obnovení chybějícího konsensu. Podle definice Talcotta Parsonse je sociální řád založen na určitém minimálním konsensu ohledně základních hodnot. Do této skupiny řadíme i teorii sociální směny jako tržní výklad konsenzu.
Předpokladem pro uplatnění této teorie je vnitřní integrita společnosti, soudržnost, solidarita a kooperace mezi jejími členy, uznání legitimní autority, norem a hodnot, existence závazků a jejich trvanlivost.

#### Strukturní funkcionalismus
Tato teorie vychází z předpokladu vzájemné závislosti částí na celku. Émile Durkheim jako zastánce této teorie je přesvědčen, že solidarita existuje i v anomii.
Talcott Parsons tvrdí, že centrální úlohu ve společnosti mají sdílené hodnoty. Chování lidí vysvětluje ve čtyřech systémech:
1. Kulturní systém (identifikace s hodnotami, náboženstvím)
2. Sociální systém (přijímání rolí)
3. Systém osobnosti (vnímání individuí a jejich potřeb, motivů a postojů)
4. Systém behaviorálního organismu (člověk je biologický tvor)

Dále představuje několik dilemat, se kterými se společnost vypořádává:
- Hodnocení lidí podle toho, kým jsou (na základě rasy, pohlaví atd.), nebo podle toho, co dokázali (výkon)
- Vnímání všeobecných nebo specifických požadavků (např. kamarád nám pomůže řešit více problémů, zubní lékař poradí pouze v jedné oblasti)
- Afektivita nebo afektivní neutralita
- Univerzalismus nebo partikularismus (přístup ke všem lidem jednotný nebo ke každému odlišný)

Uspokojení potřeb nám podle této teorie zajišťuje ekonomika (materiální zajištění), politické instituce (fungování a chod společnosti) a náboženské nebo kulturní instituce (hodnotový systém).

#### Kritika strukturního funkcionalismu
Kritika výše zmíněné teorie vychází z toho, že není empiricky ověřitelná, nevysvětluje sociální změny a pokud ano, tak předpokládá pouze dílčí změny v systému, ne změny systému jako takového. Celkový pohled na společnost navíc podle kritiky vyvozuje z preindustriálního období.
Robert King Merton představuje empirické hypotézy, kterými dokazuje své teorie středního dosahu. Vedle funkce určitých jevů společnosti zavádí i kategorii dysfunkce a poukazuje na to, že určitý jev může působit ve prospěch i neprospěch společnosti zároveň (např. náboženství posiluje sociální integritu a zároveň brzdí pokrok vědy).
Rozlišuje funkce manifestní (všeobecně známé a banální, např. armáda slouží k obraně státu) a latentní (např. armáda může ruinovat národní hospodářství) a přesvědčuje, že sociologie musí popisovat obě funkce.
Mezi jeho další teorie středního dosahu patří teorie sebenaplňujícího se proroctví (pokud něčemu věříme, jednáme, jako by to skutečně existovalo, čímž zvyšujeme pravděpodobnost existence daného jevu), teorie byrokracie (tzv. byrokratický intelektuál jedná pouze v souladu s danými pravidly a stává se tak nástrojem mocenských skupin), teorie deviantního chování (identifikace s hodnotami neznamená konformitu) nebo teorie referenční skupiny (člověk se identifikuje s hodnotami skupiny, i když není jejím členem).

#### Teorie sociální směny
Teorie sociální směny vychází z předpokladu, že chování lidí je v podstatě směna statků a služeb všeho druhu (tj. hmotného i nehmotného). Antropologové (B. Malinowski) považují směnu za základ sociální soudržnosti. Smyslem cirkulace je podle nich udržování vzájemných závazků. Politická ekonomie naproti tomu vidí ve směně snahu o maximalizaci zisku.
George Caspar Homans interpretuje teorii jako umění dát druhým to, co má pro ně větší hodnotu, než jsou mé náklady (a naopak). Homans chybně vychází z toho, že při směně má každý zisk (ignoruje kategorii moci) a předpokládá, že mocní mají moc proto, že jsou druhým užiteční. Jeho interpretace je chybná i proto, že ji odvozuje z malých, primárních skupin.
Peter Blau naopak zdůrazňuje emergentní vlastnosti institucí (tj. nelze je odvozovat z chování individuí) a připouští, že sociální směna často ustavuje nadřízenost a podřízenost. To však považuje za legitimní, jelikož někteří členové společnosti nemohou mocným nabídnout nic, a proto se podřídí jejich moci. Vymezuje se však vůči vykořisťování, které nastává, pokud se podřízený cítí nekompenzovaný.
Obecně však lze s teorií sociální směny polemizovat, jelikož tato teorie předpokládá, že člověk je bytost kalkulující. To však není kompatibilní s faktem, že úctu nelze spočítat a lidé se často řídí hodnotami, zvyky či afekty. Přátelství by pak dle této teorie prakticky ztratilo smysl.